# Подзігун Володимир Пилипович
Володимир Пилипович Подзігун (11 квітня 1923 — 28 квітня 2001) — радянський офіцер-артилерист, Герой Радянського Союзу (1944).

## Біографія
Народився 11 квітня 1923 року в селі Березівка (зараз Маньківський район Черкаської області України) в сім'ї робітника. Українець. Освіта середня.
У Червоній Армії з червня 1941 року.
На фронтах німецько-радянської війни з березня 1942 року. Будучи командиром відділення розвідки 472-го артилерійського полку (42-а стрілецька дивізія, 33-я армія, Західний фронт) старший сержант Володимир Подзігун в наступальному бою за у села Козяни (Дубровенський район Вітебської області Білорусі) 14 листопада 1943 року знищив ворожий дзот, а гарнізон іншого дзоту взяв у полон. У критичну хвилину бою старший сержант Подзігун В. П. замінив вибулого з ладу командира батальйону. 23 грудня 1943 року Володимир Подзігун з бійцями ввіреного йому відділення проник у тил противника, блокував бліндаж, і в рукопашній сутичці знищив одного гітлерівця, а іншого взяв у полон.
22 серпня 1944 року старшому сержанту Подзігуну Володимиру Пилиповичу присвоєно звання Героя Радянського Союзу з врученням ордена Леніна і медалі «Золота Зірка» (№ 3870).
Після війни В. П. Подзігун продовжував службу в армії. У 1945 році він закінчив Вищу офіцерську артилерійську школу, в 1948 році — курси удосконалення офіцерського складу (КУОС) і в 1954 році — Сумське артилерійське військове училище.

Пам'ятна дошка на будинку в якому жив Подзігун В. П. у Білій Церкві

З березня 1961 року підполковник Подзігун В. П. у запасі. Жив у місті Біла Церква Київської області України. Працював у Білоцерківському взуттєвому об'єднанні. Помер 28 квітня 2001 року.